# Fiesta de la Natividad de la Virgen del Puerto

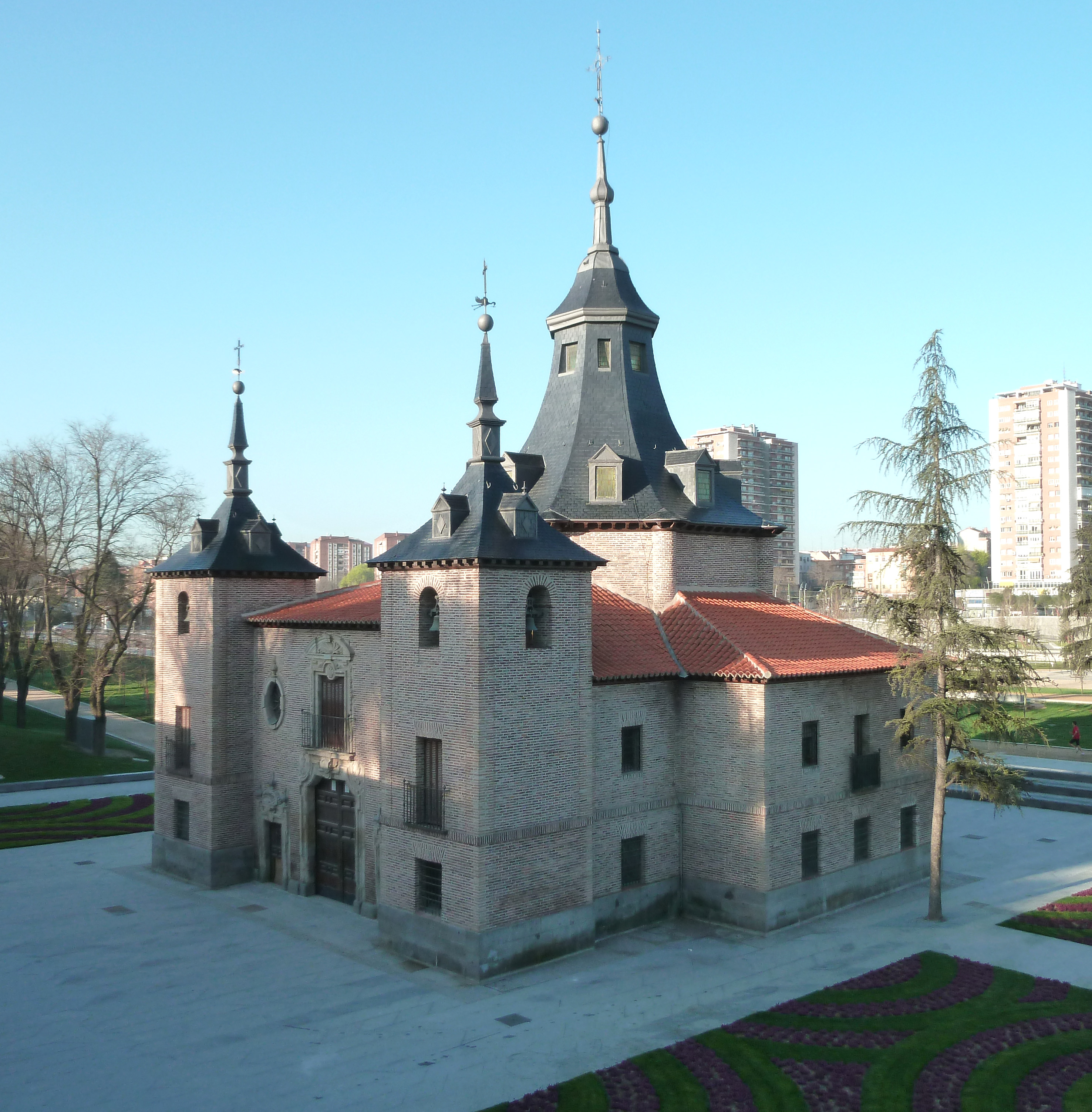
La ermita de la Virgen del Puerto, lugar inicial de la celebración de la fiesta religiosa.

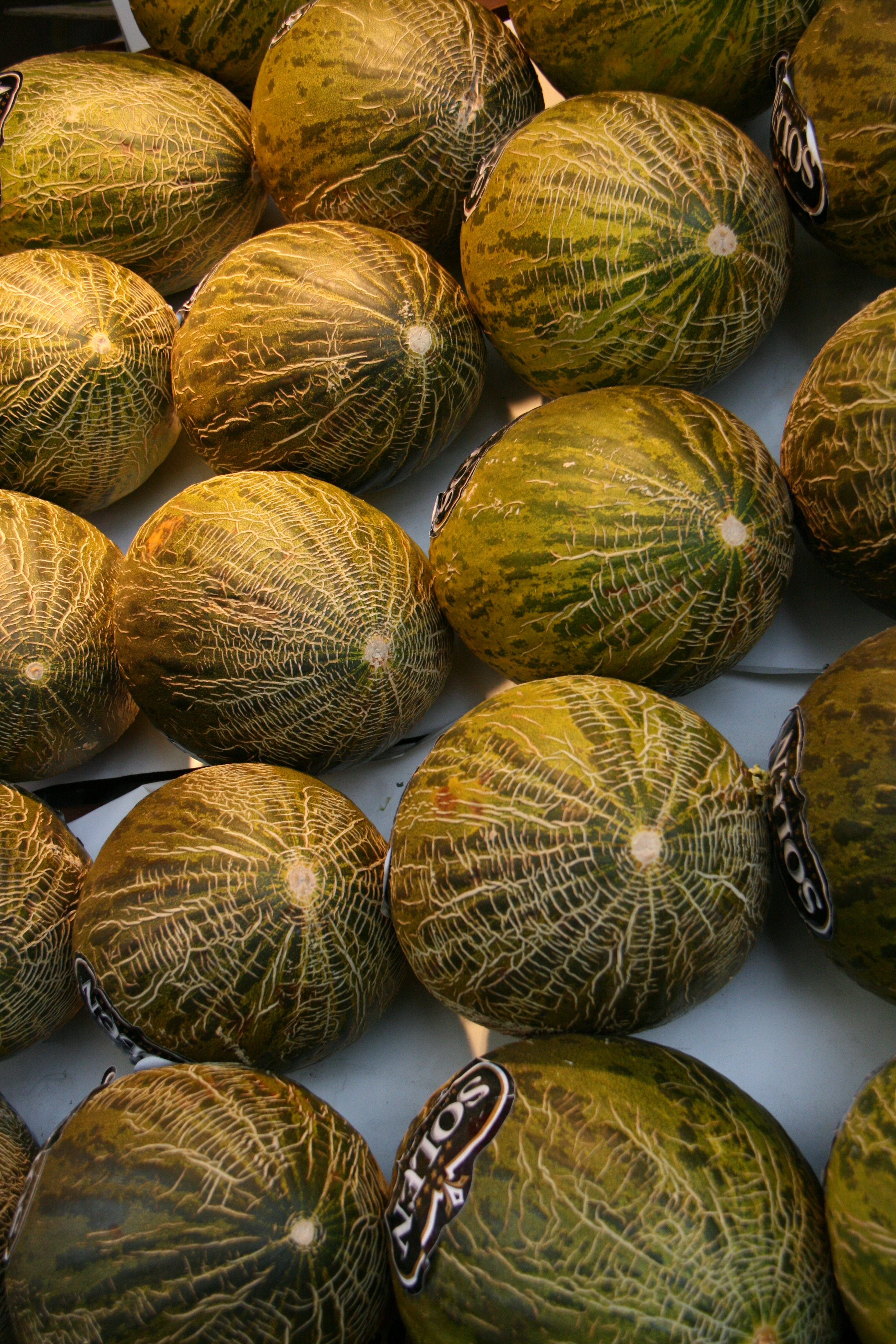
La denominación popular de la fiesta: La Melonera de debe a la venta que había de melones y sandías a orillas del Manzanares por septiembre.

Las fiestas de la Natividad de la Virgen del Puerto (denominada popularmente como Fiestas de la Melonera) son unas fiestas dedicadas a la Virgen del Puerto, se celebran en el distrito de Arganzuela (Madrid, España) a mediados de septiembre (generalmente del 11 al 14). Tiene una cercanía temporal con la celebración litúrgica de la Natividad de Nuestra Señora (8 de septiembre). Tradicionalmente han venido siendo el cierre de las verbenas veraniegas tradicionales madrileñas. El centro religioso se presenta en la Ermita de la Virgen del Puerto y el eje de celebración coincide con la avenida del Manzanares (en la actualidad, Madrid Río). La procesión que se realizaba desde la ermita finalizaba en una merienda colectiva de melones y sandías que se encontraban a la venta a lo largo de la orilla del río Manzanares, este fenómeno acabó dando el nombre popular a la festividad. En 1983 se resucitaron de nuevo en el barrio de la Arganzuela, tomando como eje festivo el Paseo de la Chopera.

## Historia
Las celebraciones en España, por estas fechas del mes de septiembre, se suelen centrar en las tareas agrícolas de la vendimia. Sin embargo las celebraciones de esta Virgen quedan desvinculadas del ambiente rural. El 8 de septiembre se acostumbraba acudir a la misa celebrada en la ermita y posteriormente se sacaba adornada en flores, y en procesión, una imagen muy venerada de la Virgen del Puerto. La denominación popular de la melonera se debe a la existencia de puestos de venta callejeros de melones y sandías cercanos al río, sobre todo al puente de Segovia (uno de los principales puntos de acceso a la capital), a mediados de septiembre. A comienzos del siglo XX estos festejos coincidían con la llegada a Madrid de estas frutas. En los inicios, tras la procesión religiosa se celebraba una verbena con los melones y sandías de los puestos cercanos. Este fenómeno festivo concedió el nombre a la celebración. 
La imagen fue trasladada desde Lisboa, huyendo de la invasión árabe, a una ermita de Plasencia. La imagen fue descubierta en el siglo XV por un pastor. El nombramiento de la Virgen como patrona de Plasencia se debe al papa Pío X. La construcción de la ermita junto al río fue patrocinada por el rey Felipe V abriendo y popularizando los caminos de acceso a Madrid, como es el camino del Pardo. Las trazas de la ermita se encargaron al arquitecto Pedro de Ribera. Finalmente las obras de la ermita, siempre bajo la vigilancia del primer marqués de Vadillo, se finalizan el 10 de septiembre de 1718 con una copia de la Virgen del Puerto placentina. La ermita es pronto destino de populares romerías veraniegas (generalmente de emigrantes asturianos o gallegos) debido a los parajes frondosas alamedas que supone la ribera del río Manzanares.

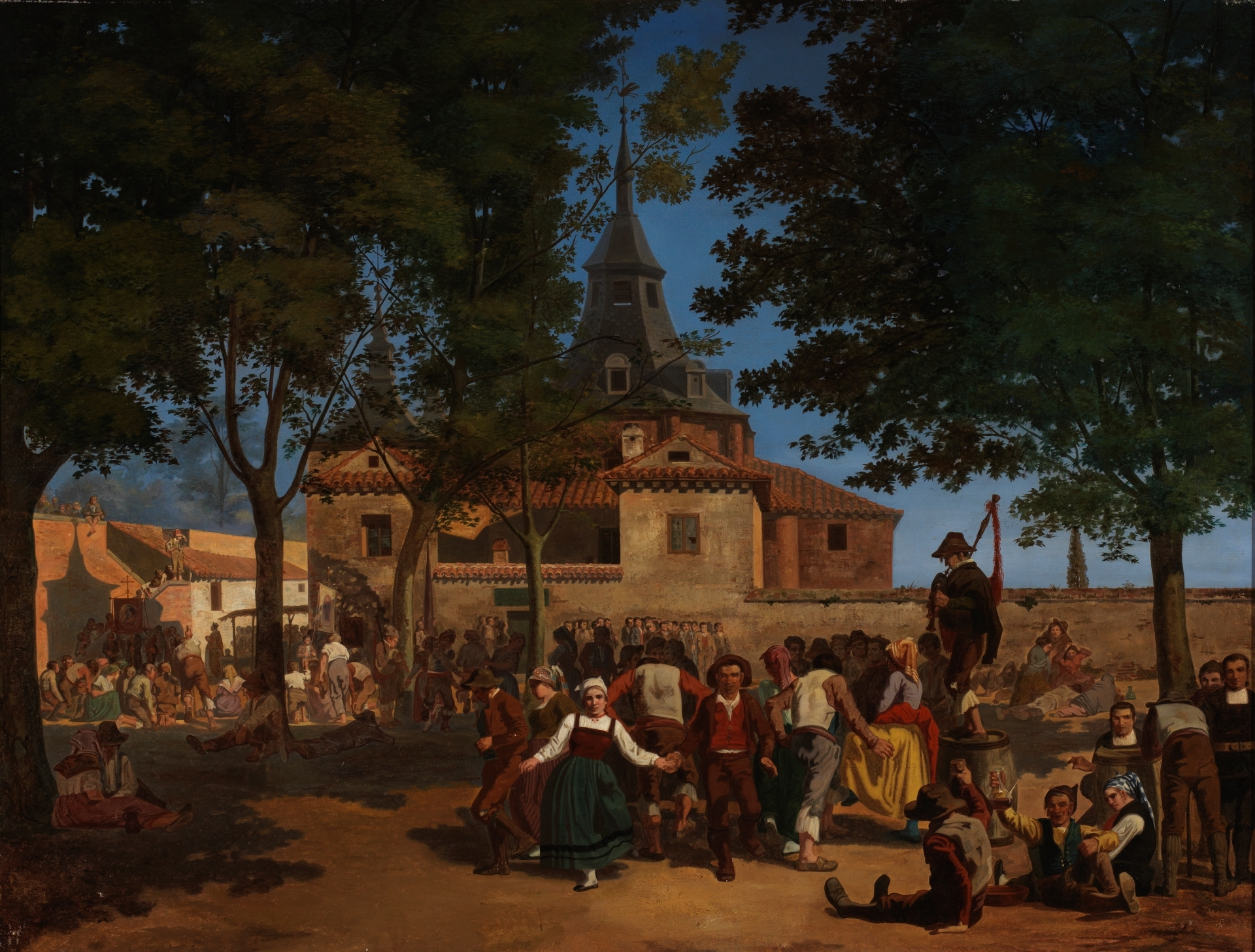
Martínez de Espinosa - La Virgen del Puerto, 1856, Museo del Prado

El óleo Baile en la Virgen del Puerto, del pintor romántico barroco Manuel Rodríguez de Guzmán, describe la romería a la Virgen del Puerto. Este cuadro se encuentra en el Museo Romántico de Madrid. Además, el cuadro La Virgen del Puerto de Juan José Martínez Espinosa en el Museo del Prado presenta una visión histórica de la fiesta.
En el siglo XIX la romería se transformó en verbena. A mediados y comienzos del siglo XIX las verbenas se celebraron en las praderas de las Vistillas. La imagen de la Virgen fue destruida durante la Guerra Civil debido a la cercanía y virulencia de los frentes de batalla que hubo en sus cercanías. La talla de la Virgen se encargó a Víctor González Díaz. En 1945 se aprobó la cofradía de La Virgen del Puerto. La verbena fue recuperada en el año 1983 y su primer pregón fue leído por el alcalde Enrique Tierno se celebró desde el 3 al 11 de septiembre en la Plaza de Peñuelas y en otros espacios públicos de Arganzuela.

## Celebraciones
La cultura popular madrileña celebra esta verbena como la última del periodo veraniego, precisamente coincidiendo en fechas con la natividad de la Virgen (8 de septiembre). Existe un refrán español que indica el periodo de cierre veraniego de la festividad: 

"Cuando la Virgen (melonera) viene, la golondrina se va".

Los actos festivos tenían lugar, a finales del siglo XX, en el Recinto Ferial Parque de la Arganzuela e incluían como actividades principales competiciones deportivas temáticas, conciertos de música en directo, etc. A comienzos del siglo XXI, en el mes de septiembre y con Madrid Río, se celebran en todos los centros culturales de la orilla del río diversos Festivales de Otoño en torno a la Fiesta de la Melonera. Al igual que otras verbenas madrileñas veraniegas se celebran concursos públicos de mantones de Manila, los bailes populares de chotis, etc. Las celebraciones incluyen en las verbenas fuegos artificiales, actuaciones de grupos musicales.